# Музей Ла-Плати
Музей Ла-Плати (ісп. Museo de La Plata) — музей природничої історії, розміщений у місті Ла-Плата, Аргентина. Підпорядковується Факультету природничих наук Національного університету Ла-Плати.
Будівля, що має 135 метрів у довжину, нині містить 3 мільйони реліквій та скам'янілостей (в тому числі 44 000 рослинних експонати). Окрім того у 1992 році було відкрито амфітеатр, а також бібліотеку з фондом у 58 000 томів, яка обслуговує понад 400 університетських дослідників. Музей приймає близько 400 000 відвідувачів (8 % з яких — іноземці).
Будівля музею містить унікальну конструкції овальної форми, яка інтерпретує еволюційну спіраль, у неокласичному архітектурному стилі та декораціях з американістськими мотивами. Будинок було визнано в 1997 році як національна історична пам'ятка.

## Історія

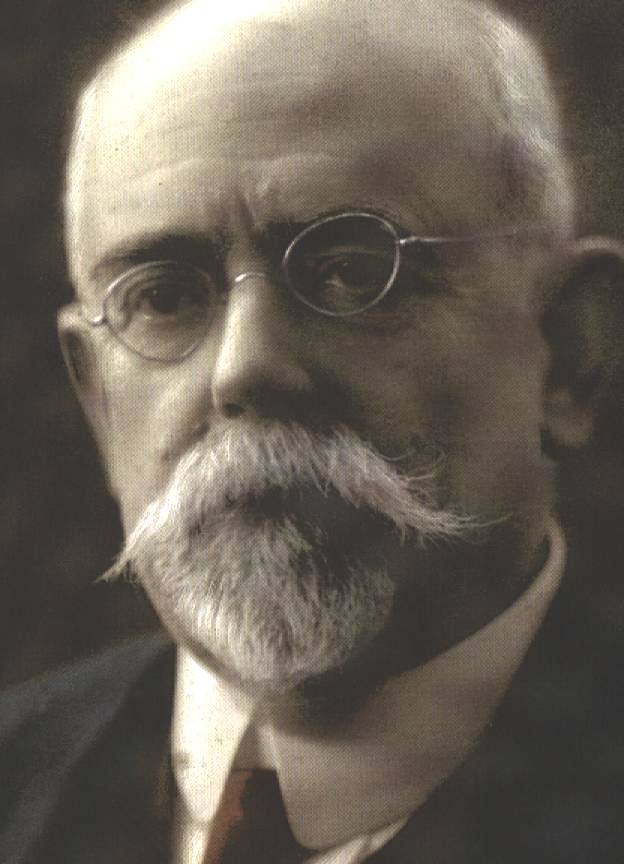
Франсіско Морено

Любов до екскурсій з батьком і старшим братом призвела до того, що у Франсіско Морено вже в віці 14 років накопичилася велика кількість антропологічних знахідок, скам'янілостей і кісток. Це змусило Франсіско влаштувати експозицію своєї колекції у будинку його сім'ї в Буенос-Айресі в 1866 році.
Морено між 1873 і 1877 роками досліджував на той час віддалену та майже не вивчену Патагонію. Він був першим некорінним аргентинцем, який досяг озера Науель-Уапі в південних Андах та знайшов величний льодовик, який був названий на його честь «Льодовик Періто-Морено». Експедиція до Патагонії призвела до укладення першого договору про демаркацію кордону Аргентини з сусіднім Чилі в 1881 році. Внаслідок цієї експедиції було накопичено велика кількість рукотворних і палеонтологічних зразків, які пізніше склали експозицію створеного 1877 року Археологічного та антропологічного музею в Буенос-Айресі. Музей містив колекції, що складалися з 15 000 екземплярів кісток і промислових об'єктів, які належали Морено.
У 1882 році заснування міста Ла-Плата як нової столиці провінції Буенос-Айрес призвело до того, що Аргентинський музей природничих наук імені Бернардіно Рівадавії пожертвував значну частину своєї зростаючої колекції для нового музею Ла-Плати, для якого 1884 року було збудовано будівлю в парку на півночі міста.
Музей Ла-Плати був урочисто відкритий 19 листопада 1888 року до шостої річниці заснування міста. Значна кількість експонатів музею належала Морено. Саме тому він був призначений його першим директором. З моменту свого відкриття Музей Ла-Плати мав п'ять секцій: антропологія, геологія, зоологія, палеонтологія та ботаніка. Його основною функцією було класифікувати колекції для експонування та вивчення, проводити експедиції та публікувати наукові статті, головним чином у власних журналах. Морено спочатку був змушений підтримувати установу та її колекції практично самотужки, бо через бюджет музею передбачав лише дев'ять помічників. Однак було складно керувати музеєм, тому Морено погодився на включення музею до наукового закладу.

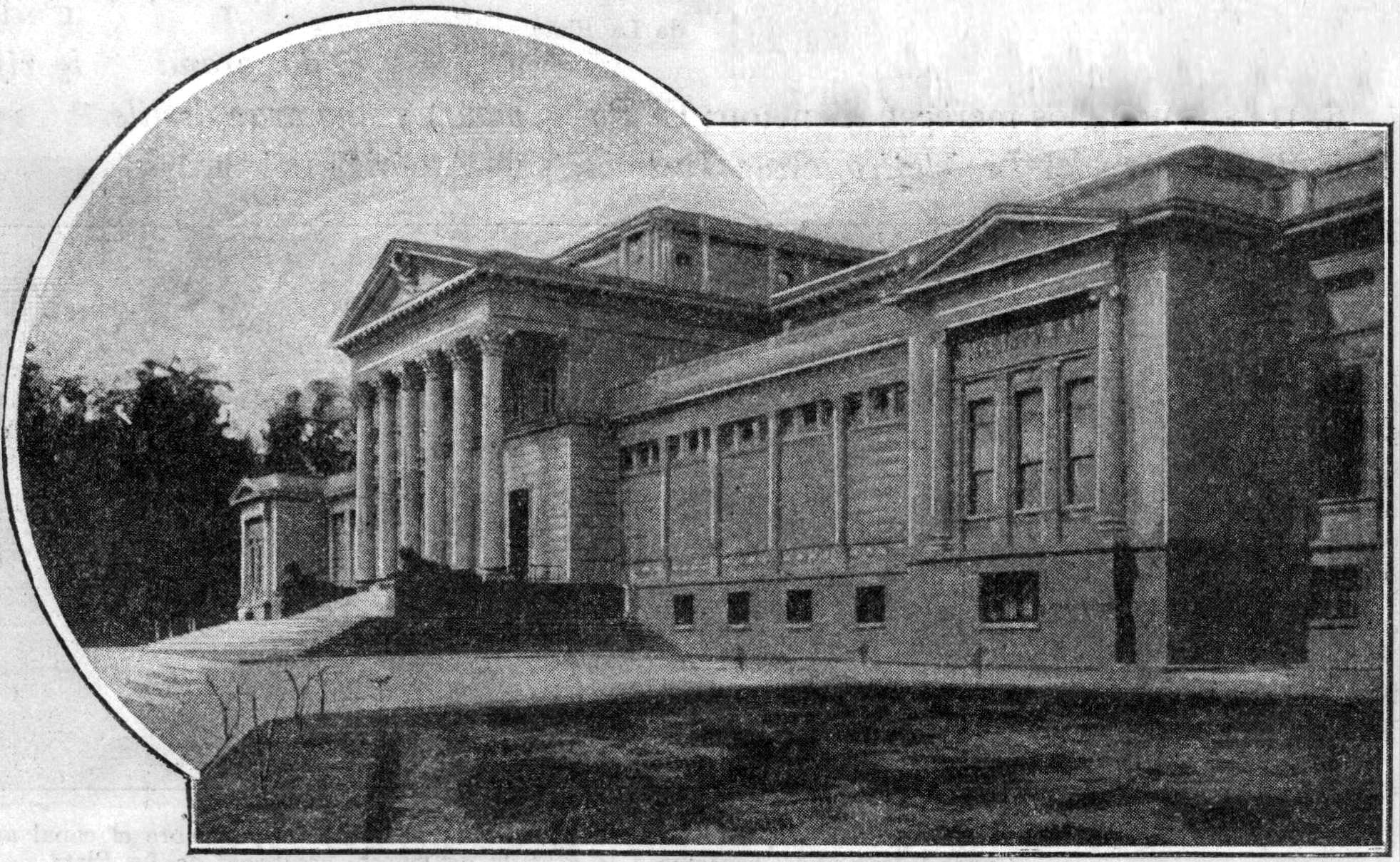
Вигляд музею у 1930-ті

1906 року після націоналізації музей став частиною Провінційного університету Ла-Плати, поєднавши просвітницьку та дослідницьку діяльність. Морено не схвалював новий напрямок розвитку музею — скорочення приміщень, розподіл бібліотеки між іншим університетам, друкарня та прилеглі землі музею переходили в державну власність. Врешті Морено звільнився з посади директора музею, хоча залишився на посаді головного доглядача до самої смерті в 1919 році.
Плани нового напрямку музею передбачали створення школи природничих наук, яка включала б наступні дисципліни: геологічні науки, біологічні науки, антропологічні науки, географію та хімію. Працювала також школа малювання. На початку 1920-х років були згруповані декілько дисципліни та створена Вища школа природничих наук.

## Характеристика музею

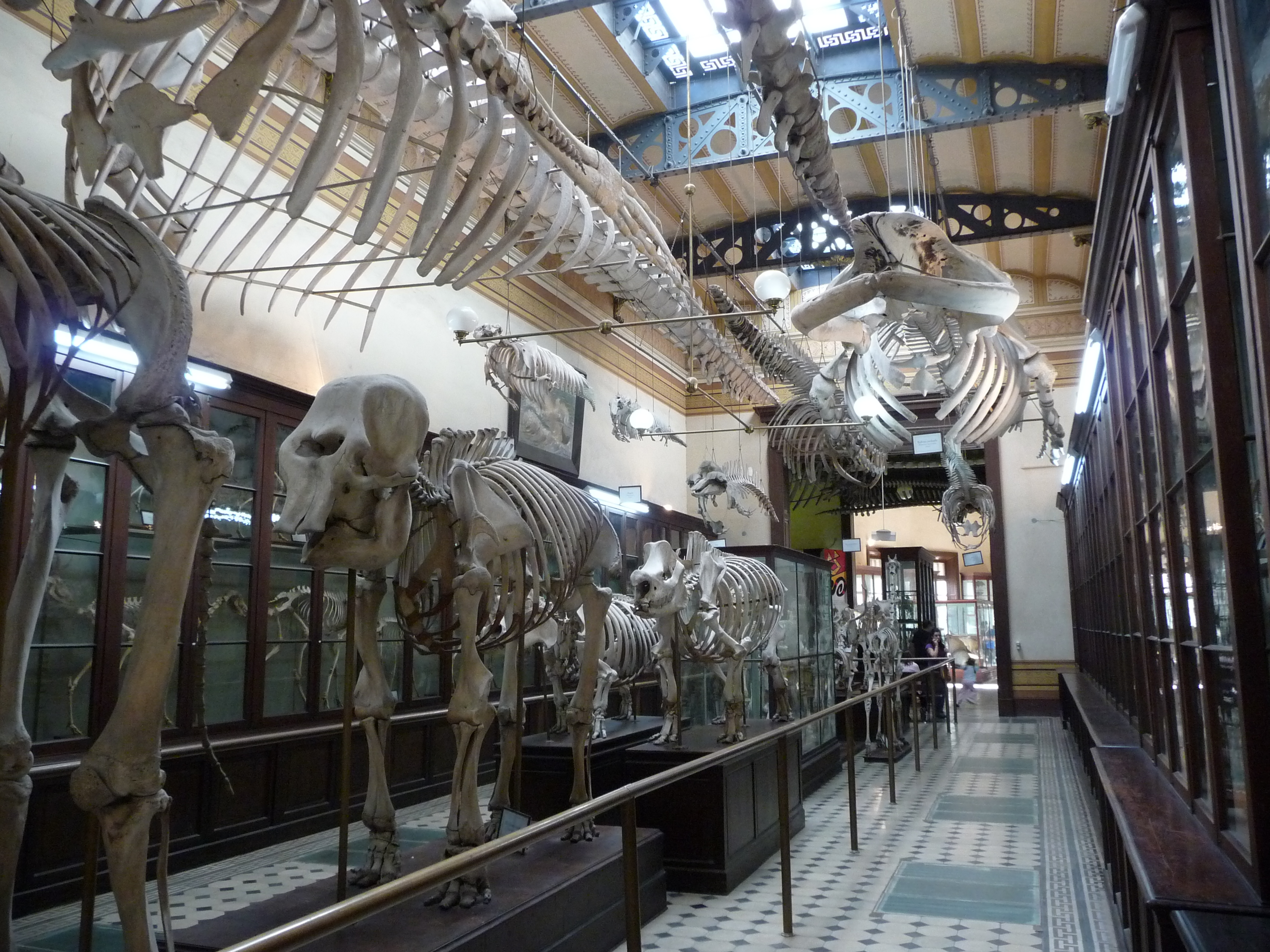
Остеологічна зала Музею Ла-Плати

Колекції Музею Ла-Плати з самого початку привернули увагу світової антропологічної спільноти, приваблюючи міжнародних вчених. Музей отримав акредитацію Американського альянсу музеїв.
У колекції музею близько 3,5 мільйонів експонатів, які можна віднести до галузей геології, ботаніки, зоології, палеонтології та антропології . Багато з них містять диференційовані колекції на основі систематичних критеріїв, ідентичності колекціонерів та історичної цінності. Однак лише мала частина фондів представлена в експозиціях музею. Значною мірою престиж музею походить від його колекції скам'янілостей великих ссавців третинного та четвертинного періодів кайнозойської ери, знайдених у регіоні Пампа на півночі Аргентини. Також в музеї демонструються аргентинські трилобіти кембрійського періоду та граптоліти силурійського періоду. У музеї також є зоологічні, ентомологічні та ботанічні експонати.
Археологічні та етнографічні експонати з Аргентини та Перу демонструють культурний розвиток Америки від докерамічного періоду (12 800 р. н. е.) до часів імперії інків і приходу європейців. Музей об'єднує важливі дослідницькі групи природної та культурної спадщини Аргентини. Основні цілі дослідження полягають у описі різних проявів геологічного, біологічного, палеонтологічного та антропологічного різноманіття Аргентини, а також у вивченні різних процесів, які породжують, конфігурують і підтримують таке різноманіття.
Він має понад двадцять виставкових залів, розташованих по спіралі, оглядаючи які відвідувачі мають змогу зрозуміти еволюцію життя на Землі від його зародження до появи людини. Кімнати на першому рівні стосуються тем геології, палеонтології та зоології, тоді як кімнати на другому рівні присвячені темам біологічної антропології, етнографії, аргентинської та латиноамериканської археології. На верхньому поверсі кімната, присвячена засновнику музею. Остеологічний зал був відремонтовано, щоб зберегти ті самі характеристики, критерії та концепцію, які вона мала на початку 20 століття, включаючи опори та оригінальну збірку.

### Єгипетська виставка
Незважаючи на те, що в музеї в основному представлені експонати з Південної Америки, на верхньому поверсі є також єгипетська виставка, яка показує реконструкцію храму Акша. Через заплановане будівництво дамби в річці Ніл та створення водосховища, що затопить велику територію Єгипту, за ініціативою ЮНЕСКО та підтримці уряди Судану, Єгипту та Аргентини було профінансовано місію порятунку резервації та її дослідження. Було проведено три експедиції аргентинських археологів між 1961 і 1963 роками. Вони розкопали храм Рамсеса II і в обмін на свою роботу музей Ла-Плати отримав 300 предметів, 60 з яких стосувалися храму Рамзеса II.
Також в Єгипетської експозиції представлено три саркофага з муміями віком приблизно 2700 років, що подарував музею перший губернатор та засновник міста Ла-Плата Дардо Роча.

## Будівля музею

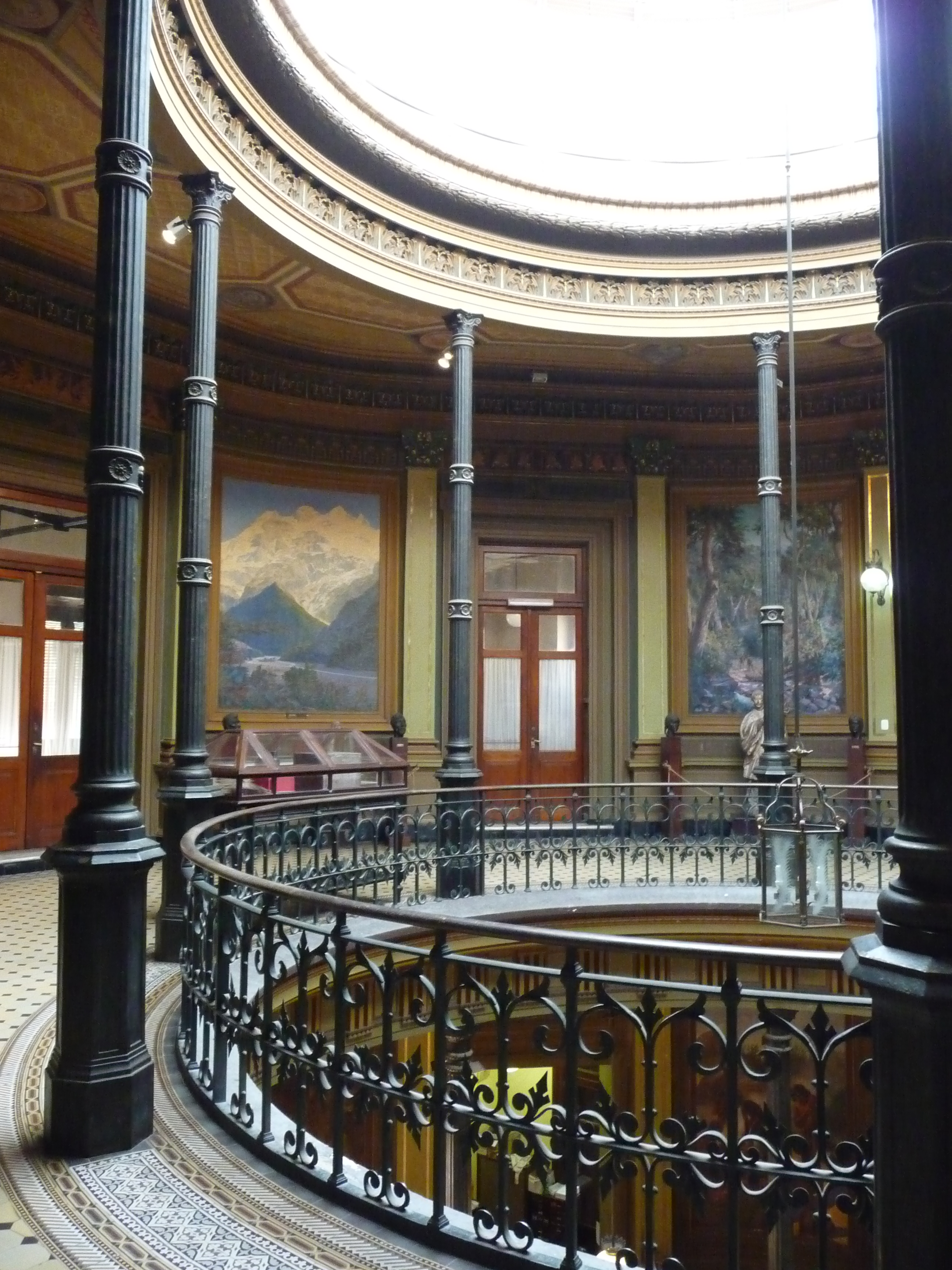
Галерея центральної зали верхнього поверху Музею

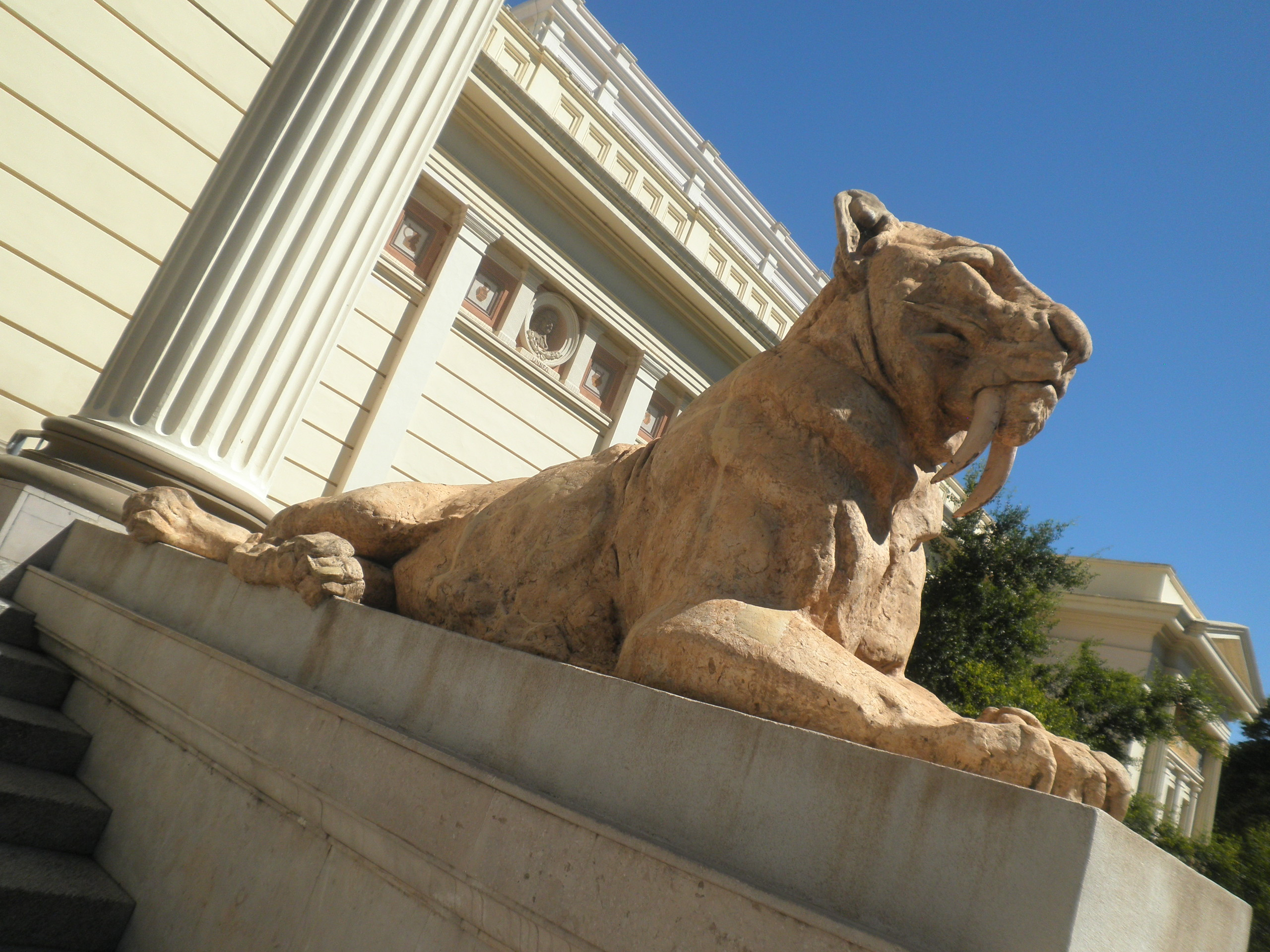
Скульптура смілодона при вході в музей

Будівля Музею Ла-Плати — це споруда у неокласичному стилі, який був модним в період заснування Ла-Плати. Його будівництво між 1884 і 1888 роками велося за проєктом німецького архітектора Федеріко Хейнемана та шведського архітектора Енріке Оберга.
Елементи культури доколумбової Америки в орнаменті будівля не дисгармоніюють з його грецькими лініями, що надає йому унікального характеру.
Планування будівлі прямокутне з двома напівколами на кінцях, більший діаметр становить 135 метрів, а малий — 70 метрів. Портик складається з шести колон коринфського ордеру. Головний вхід складається зі сходів, які охороняють дві скульптури двох смілодонтів за моделлю художника Віктора де Поля. Також цим скульптором було зроблено 12 бюстів, вони розподілені по шість з кожного боку головних дверей і розташовані у нішах, які розділені тосканськими пілястрами. Кожен бюст представляє видатного натураліста 18—19 століття: Жака Буше де Перту, Жана-Батиста Ламарка, Йоганна Йоахіма Вінкельмана, Йоганна Фрідріха Блуменбаха, Карла Ліннея, Жоржа Кюв'є, Александра фон Гумбольдта, Фелікса де Азара, Чарльза Дарвіна, Алсида д'Орбіньї, Поля Брока та Августо Бравара. Фрески музею, розташовані у вестибюлі та в ротонді на першому поверсі, були написані також художником Віктором де Полем під час будівництва.
19 листопада 1923 року бюст Франсіско Морено, виконаний художником Альберто Лагосом, був урочисто відкритий у вестибюлі музею.
На нульовому рівні є дослідницькі лабораторії, на першому та другому поверсі експонуються колекції.

## Бібліотека музею

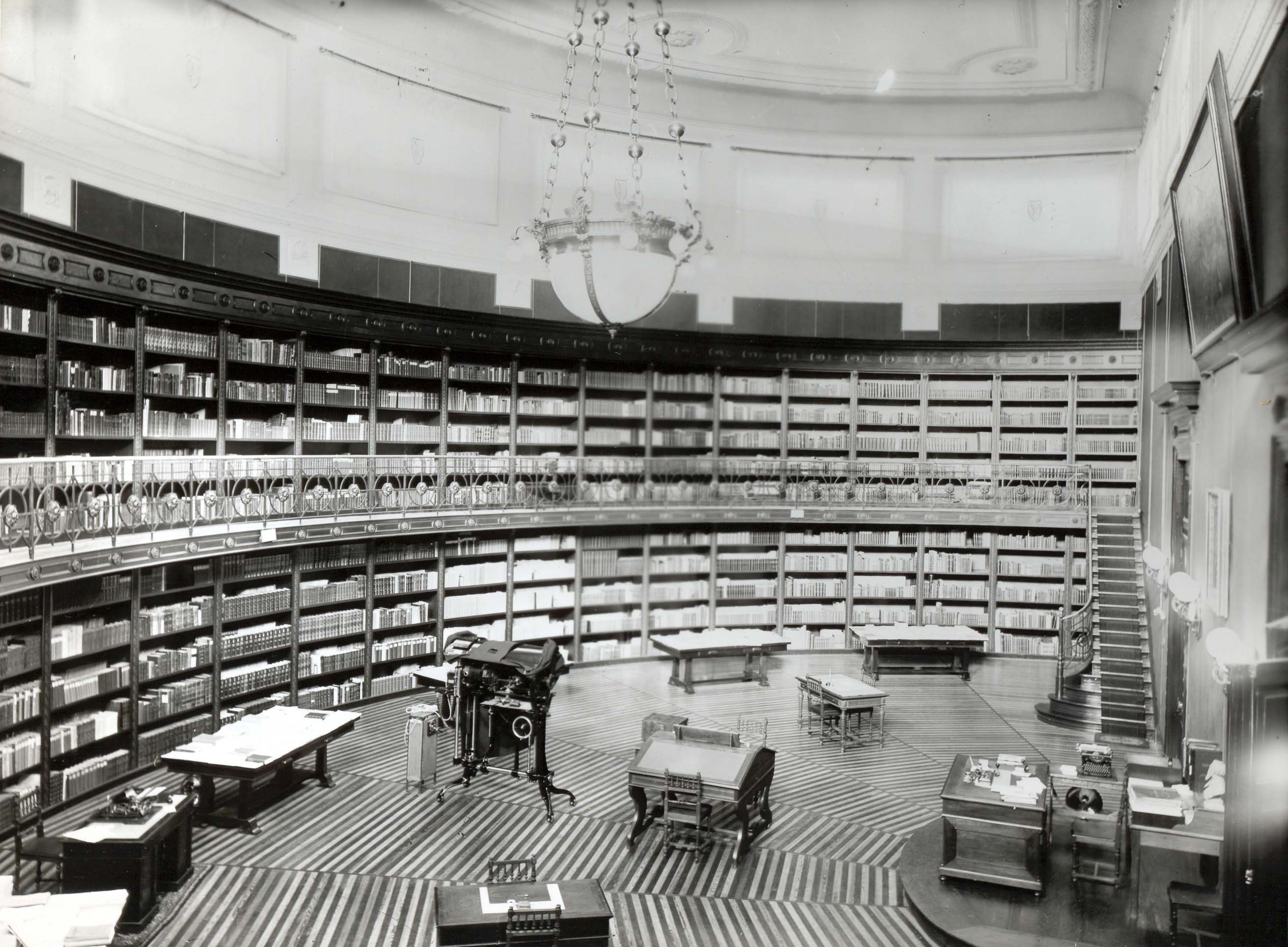
Зала бібліотеки Музею

У музеї розташована бібліотека, заснована 1887 року, коли Франсіско Морено пожертвував 2000 томів зі своєї приватної бібліотеки. Спочатку бібліотечний фонд спирався на пожертвування та придбання книг та інших матеріалів із приватних бібліотек.
Бібліотекою факультету природничих наук і музею користуються близько 200 студентів, а також близько 700 викладачів і дослідників, що задовольняє потреби студентів і дослідницькі проекти в питаннях біологічних наук і геологічних наук. Він має приблизно 32 500 томів, включаючи монографії, 500 брошур, 5380 періодичних видань, 1004 докторські дисертації та 5700 статей, опублікованих викладачами та дослідниками.
1987 року бібліотека отримала ім'я великого натураліста Флорентино Амегіно, першої великої фігури аргентинської національної науки.
В даний час доступні комп'ютери для академічного використання, призначені для доступу до інформаційних ресурсів на цифрових носіях, таких як книги, журнали та бази даних, доступні на порталі електронної бібліотеки MINCYT, а також інші колекції вільного доступу, які пропонуються з веб-сайту, також можливий вихід в Інтернет через Wi-Fi.

## Музей у кіно
- У фільмі «El aura» (2005) Фабіана Бєлінського персонаж, якого грає актор Рікардо Дарін, працює таксидермістом у Музеї Ла-Плати.[19]
- У короткометражному фільмі «Intersección» (2008) Ніколаса Ісаcі перша сцена відбувається на сходах Музею природничих наук Ла-Плати.[20]
- Документальний фільм «El Perito en límites» (2019) Густаво Лоренцо розповідає історію життя Періто Морено, засновника Музею Ла-Плати, та його спадщину як вченого, натураліста, еколога, політика, дослідника та географа.

## Жінки Музею Ла-Плати

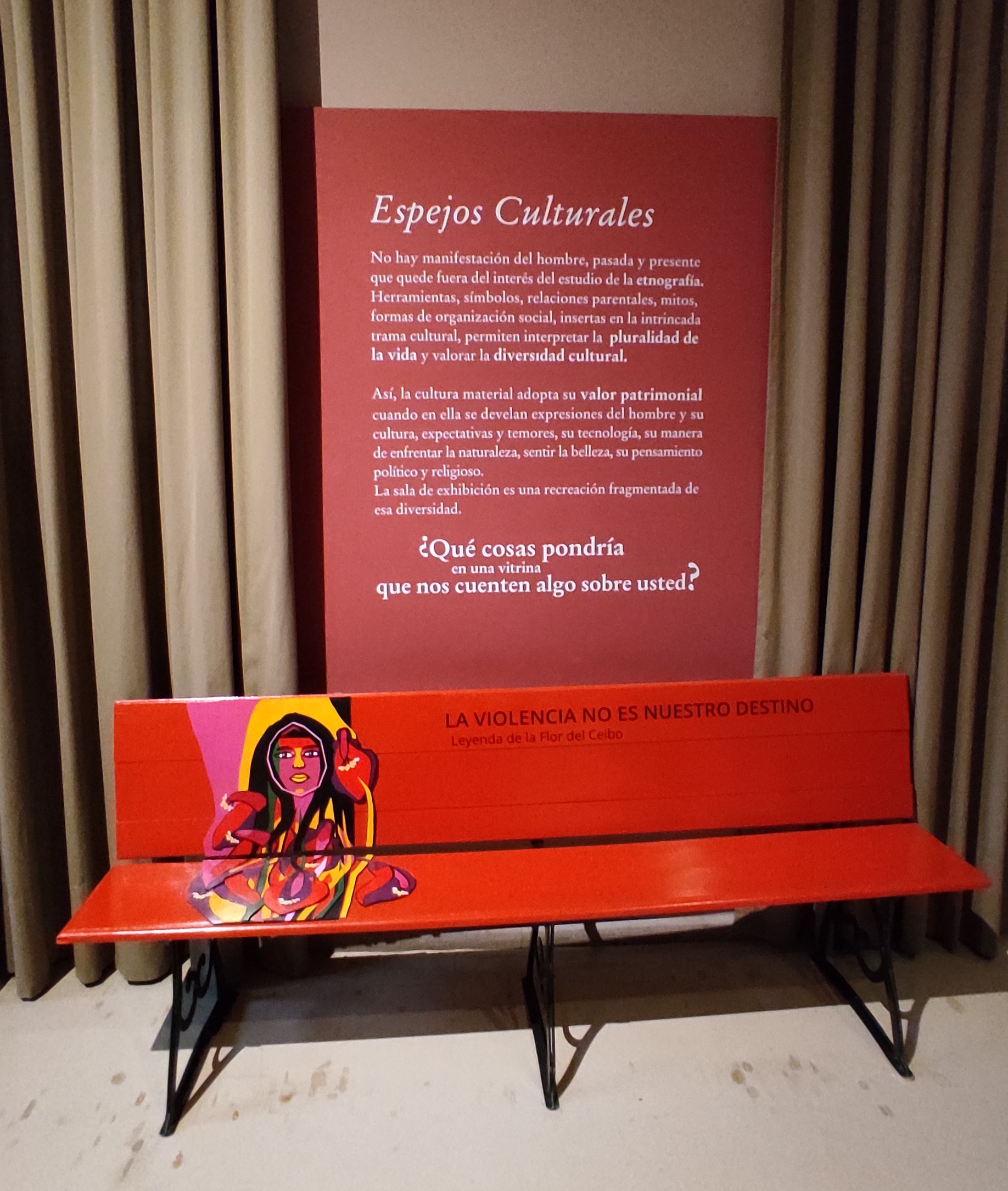
Червона лавка в кімнаті етнографії Музею Ла-Плати

Як і в усіх сферах науково-технічного прогресу,  в Музеї Ла-Плати численні жінки робили важливий внесок у розвиток природничих наук і присвятили своє життя цим дисциплінам. Однак їх робили невидимими, а їхні завдання пояснювали переважно через допоміжні функції, як помічників чи родичів видатних осіб Музею. З метою визнання роботи цих жінок, Вікіпроект: Музей Ла-Плати/Жінки сприяв створенню біографій жінок, трудовий шлях яких склався в Музеї. Їхній внесок пов'язаний як із генеруванням наукових знань, так і з навчанням студентів, кураторством колекцій або важливою допомогою в польових роботах.
У свою чергу, 7 березня 2023 року в кімнаті етнографії «Espejos Culturales» відбулося урочисте відкриття червоної лавки. Це частина культурного, соціального та громадського проекту, спрямованого на забезпечення візуалізації в публічному та приватному просторі боротьби за інформацію, запобігання та обізнаність проти гендерного насильства та феміцидів. Місце, де була встановлена лавка, а саме у кімнаті етнографії, символізує активну позицію Музею в боротьбі проти насильства з гендерних причин.

## Галерея

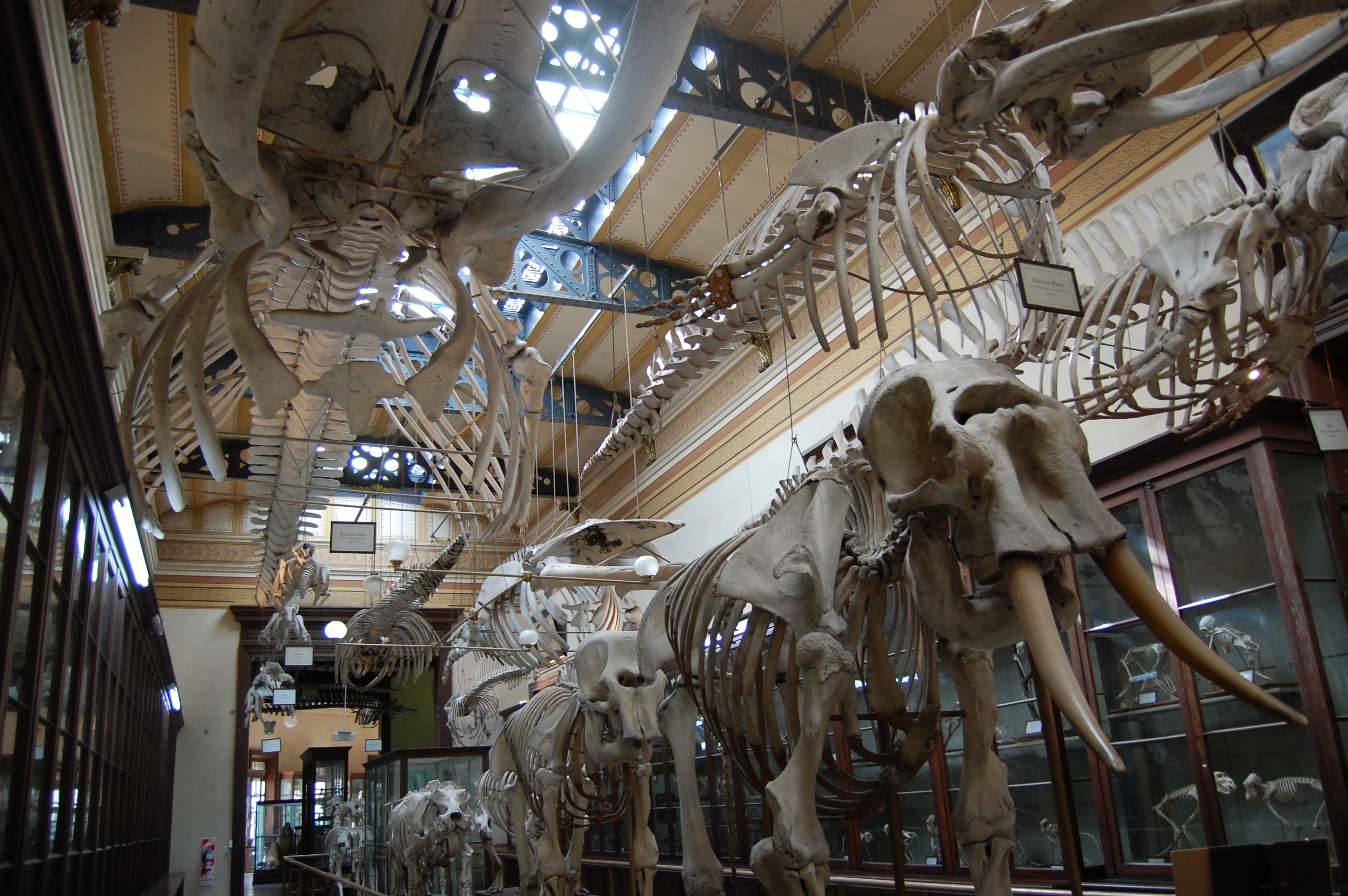
Зала порівняльної остеології
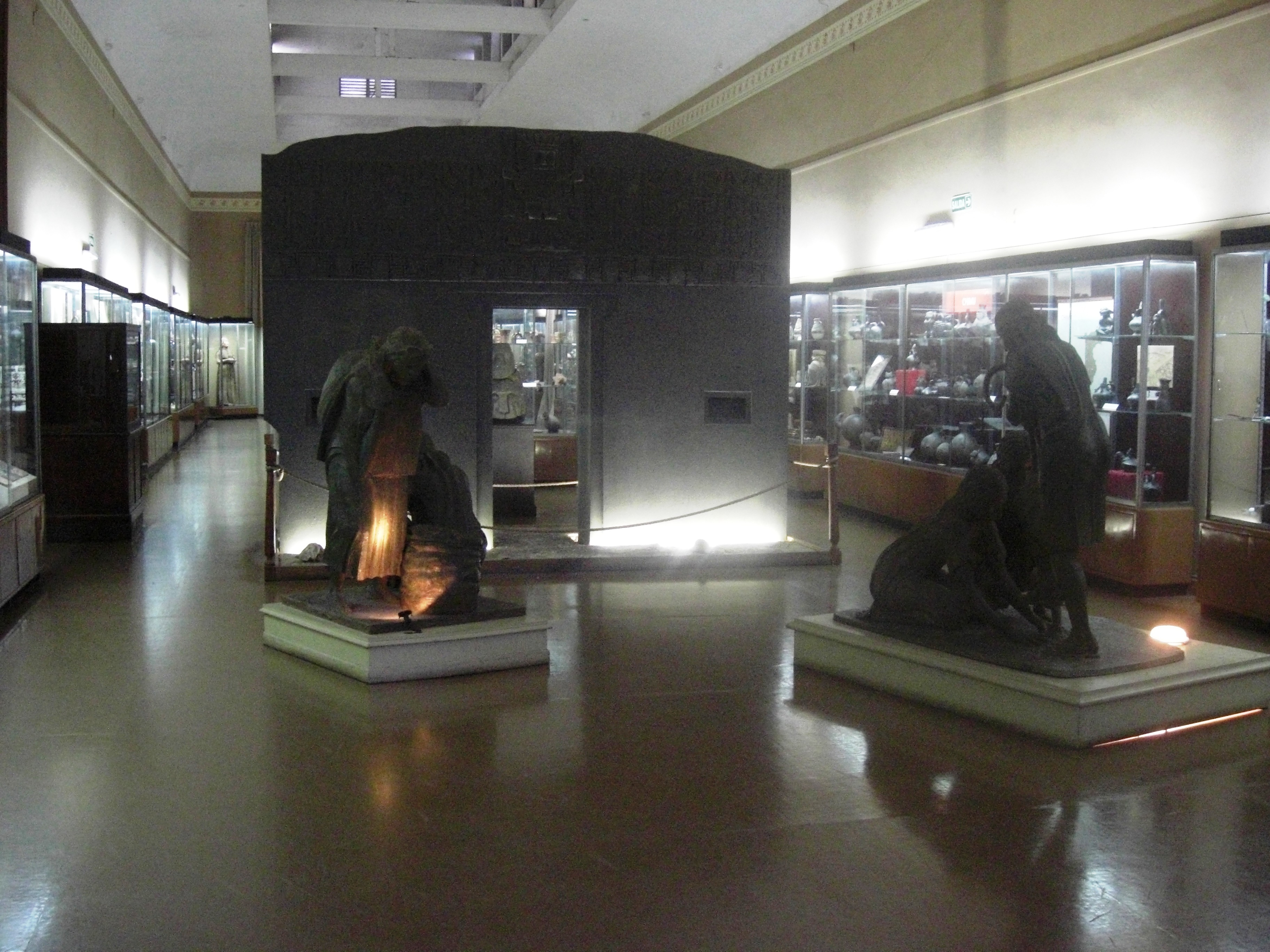
Етнографічна зала
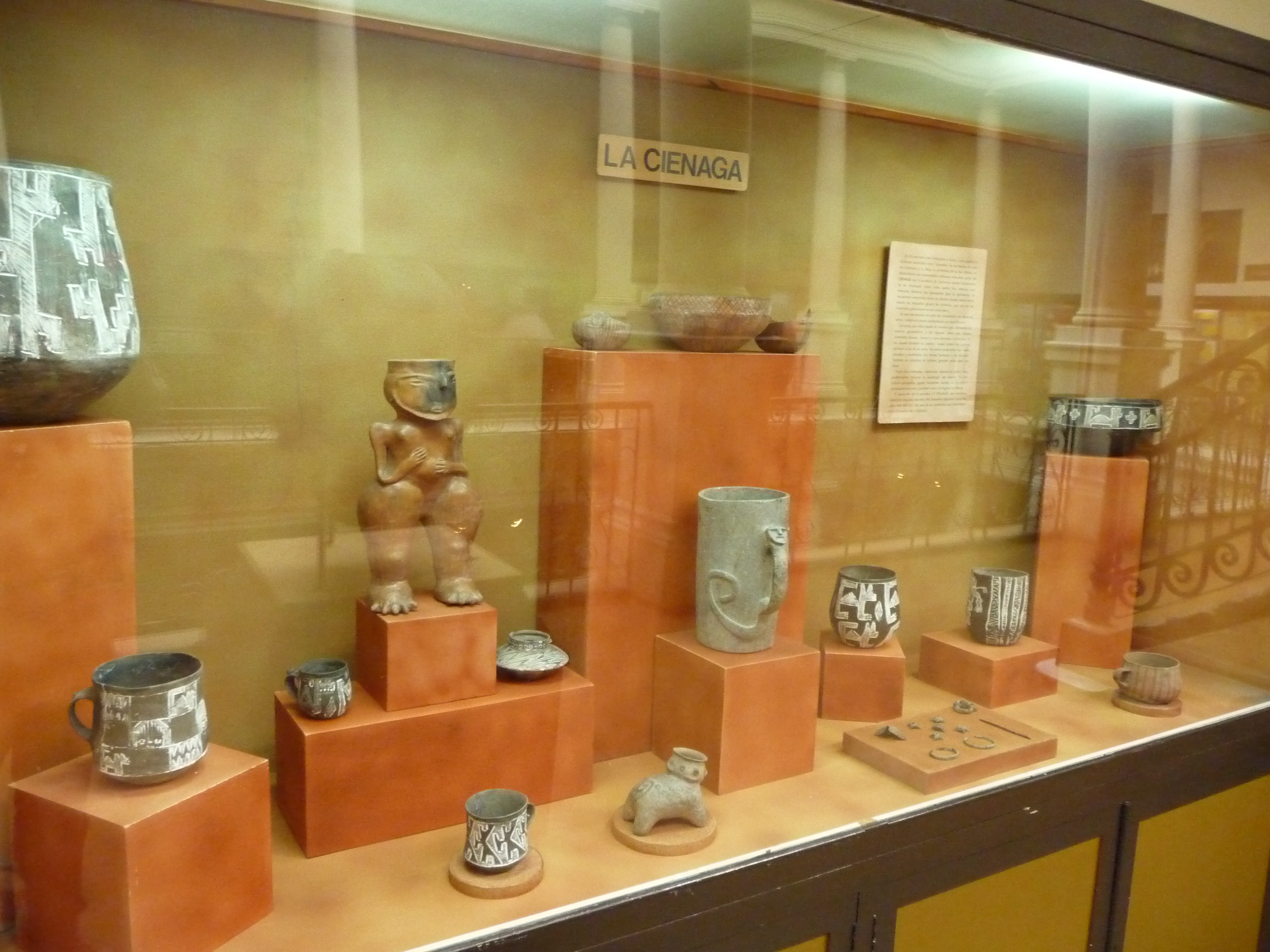
Експозиція культури Ла Сьєнага
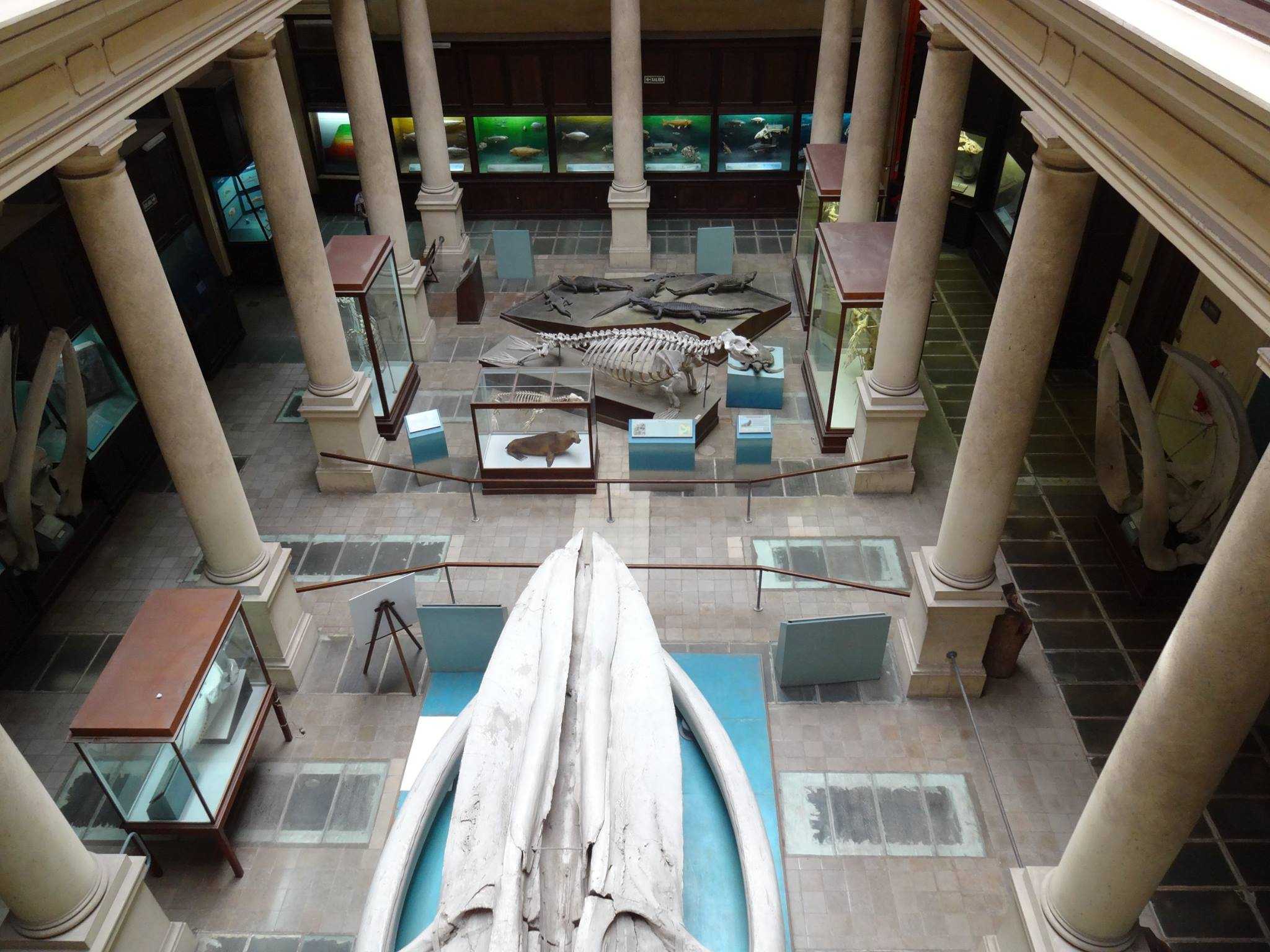
Океанографічна експозиція
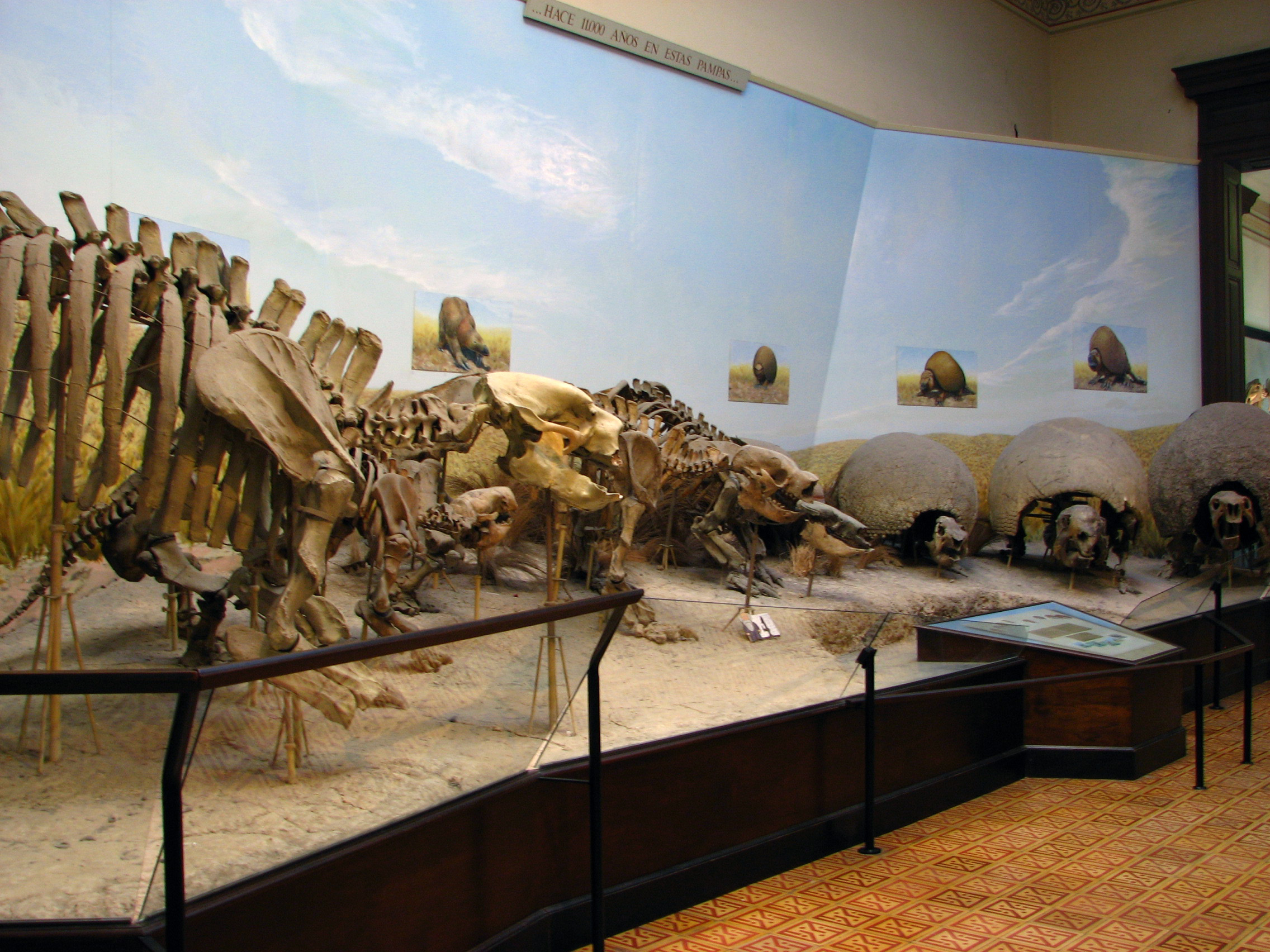
Експозиція неповнозубих
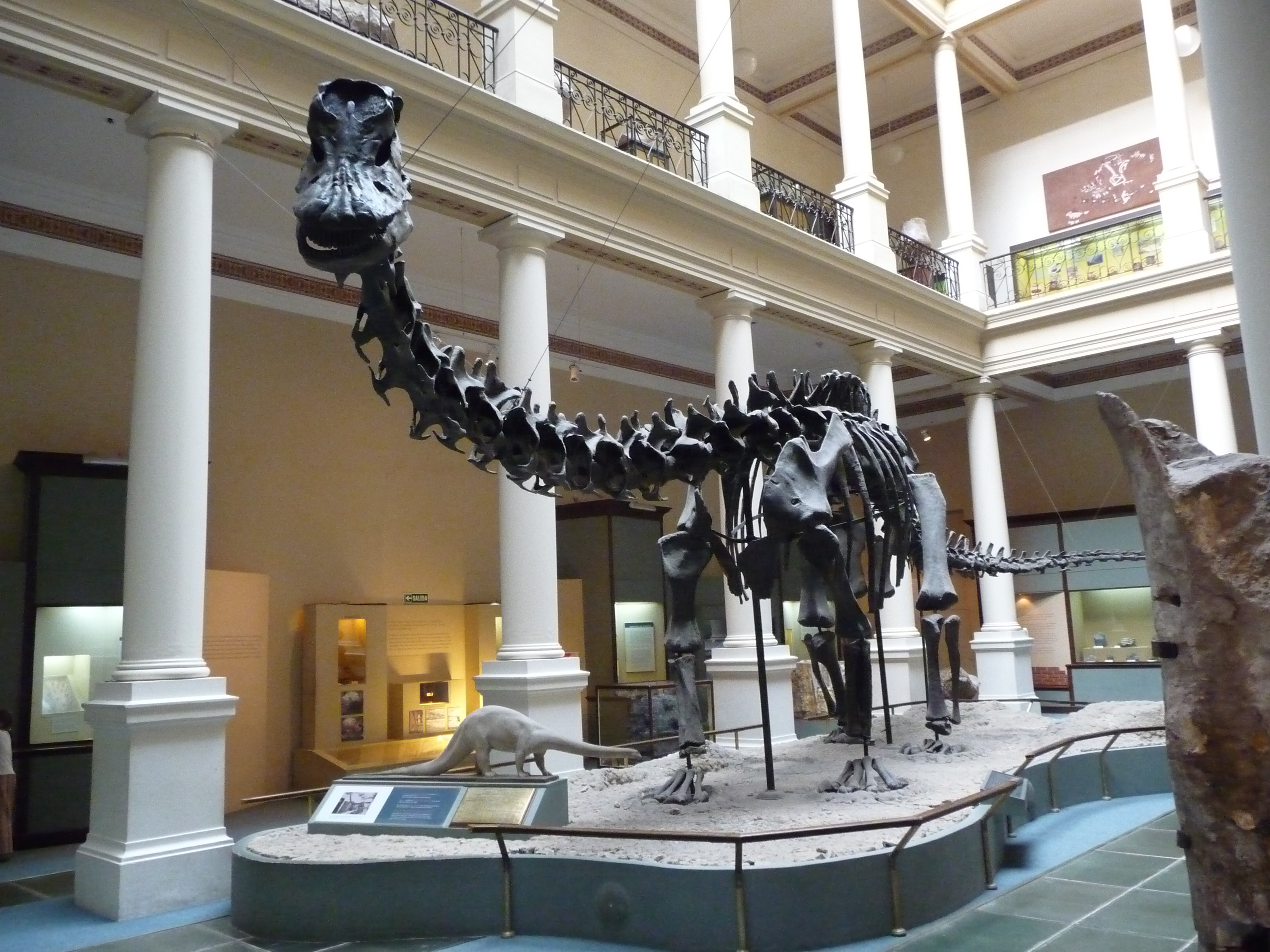
Копія кістяка диплодока